# Анка Петрешкою
Анка Петрешкою (17 жовтня 1967) — румунська плавчиня.
Призерка Олімпійських Ігор 1984 року, учасниця 1988 року.
Призерка Чемпіонату Європи з водних видів спорту 1987 року.
Переможниця літньої Універсіади 1987 року.